# مأمون الطاهري
مأمون طاهري (1929 - 2009)، هو سياسي مغربي شغل منصب وزير المالية في حكومة المغرب‘.
ولد مأمون طاهري في عام 1929 في فاس. كان وزيرا للمالية في المغرب بين 13 نوفمبر 1963 تحت حكومة أحمد أبا حنيني ثم أثناء تعديل وزاري في 20 أغسطس 1964 في عهد حكومة محمد بنهيمة.
ينحدر من عائلة برجوازية، وهو جزء مما يسمى «أهل فاس» الذين حصلوا على الثلاثية «المال والسلطة والمعرفة». من قبل جد جدته من أم الجد الأكبر للوزير الأكبر للجامعي (في عهد الحسن الأول).
في سن الخامسة، التحق بمدرسة فاس الفرنسية ثم التحق بالمسيد (مدرسة قرآنية) ثم في مدرسة الأعيان. وفي عام 1940 التحق بمدرسة مولاي إدريس الثانوية. غادر إلى فرنسا وحصل على شهادة في القانون في باريس ثم دبلوم من كلية باريس للأعمال.

## وفاته
توفي يوم الإثنين 20 أبريل 2009